# Kombinat Espenhain

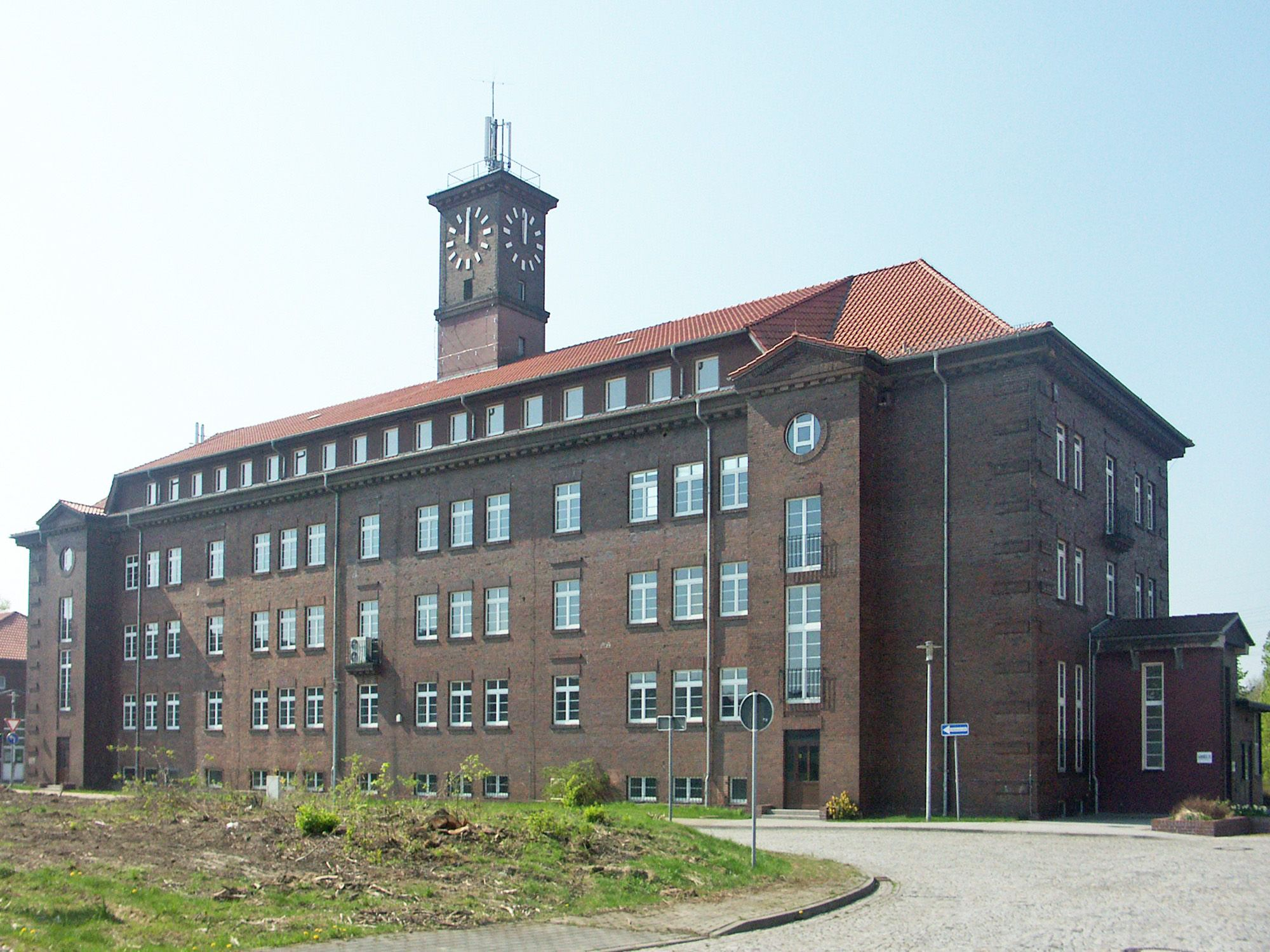
Ehemaliges Verwaltungsgebäude (2016)

Das Kombinat Espenhain (genauer VEB Kombinat Espenhain) war ein Betrieb zur Gewinnung und Verarbeitung von Braunkohle südlich von Leipzig. Obwohl im Laufe seiner Geschichte zahlreiche Umstrukturierungen, Unterstellungs- und damit verbundene Namensänderungen stattfanden, hielt sich in der Bevölkerung die alte Bezeichnung oder oft auch nur Werk Espenhain. Nach 1990 wurde die Produktion eingestellt und die Anlagen wurden rückgebaut. Die maximale Beschäftigtenzahl des Betriebes lag in den 1950er- und 1960er-Jahren bei bis zu 8.300.

## Lage
Die Verarbeitungsanlagen samt Kraftwerk befanden sich südöstlich des Dorfes Espenhain und östlich der damaligen Fernverkehrsstraße 95. Sie nahmen eine Fläche von über 50 Hektar ein. Der zugehörige Tagebau Espenhain begann nördlich des Dorfes und westlich der F 95, längs derer er sich nach Norden entwickelte, bis er sie bei seinem Ostschwenk unterbrach.

## Geschichte

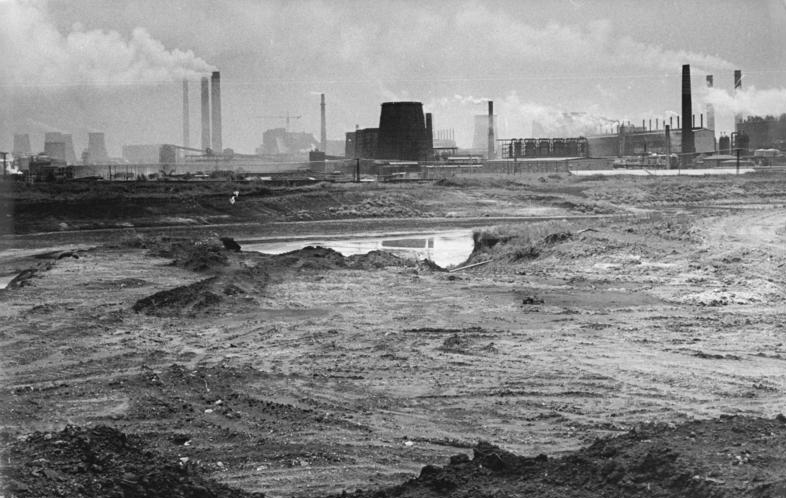
Das Braunkohleveredelungswerk Espenhain

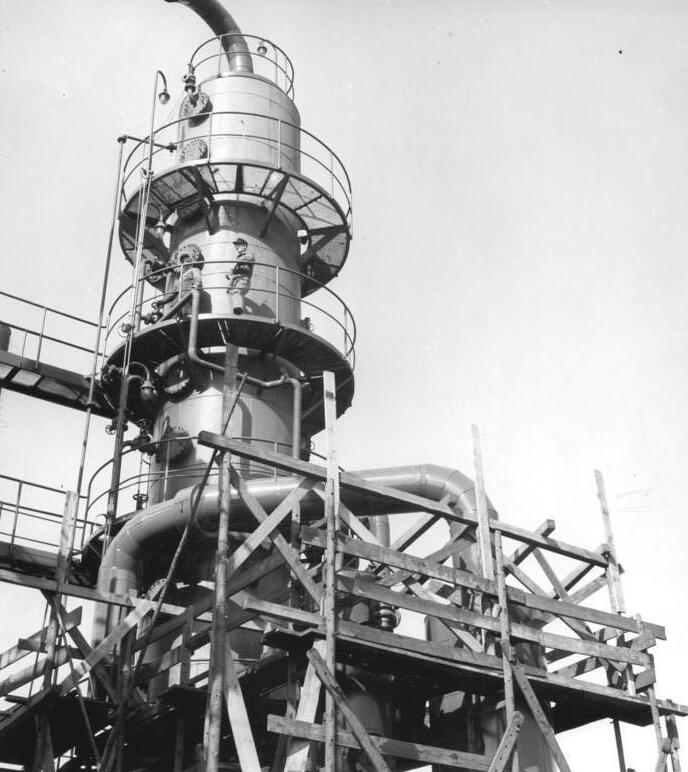
Erdölverarbeitungsanlage im Werk Espenhain

Zur Entwicklung des Tagebaus → Tagebau Espenhain
Die Aktiengesellschaft Sächsische Werke (ASW) begann 1937 bei Espenhain neben der Erschließung eines Braunkohlentagebaus mit dem Bau einer Brikettfabrik, einer Schwelerei, Anlagen zur Teerverarbeitung und Schwefelgewinnung sowie eines Großkraftwerks. Der Betrieb nahm unter dem Namen Braunkohlen- und Großkraftwerk Espenhain von 1940 bis 1942 die Produktion schrittweise auf.
Die brikettierte Kohle wurde nach dem LURGI-Spülgasverfahren verschwelt und in den nachgeschalteten Anlagen einschließlich Industriekraftwerk vollständig verarbeitet. Hauptziel war die Erzeugung von synthetischen Kraftstoffen zur Versorgung von Wehrmacht, besonders der Kriegsmarine. Es fielen aber auch zahlreiche andere Produkte an. Durch die Kombination von Kraftwerk, Brikettfabrik, Schwelerei und weiteren Anlagen zur Aufarbeitung der Schwelprodukte sowie der damit verbundenen Kraft-Wärme-Kopplung arbeitete der Industriekomplex Espenhain mit einer zu dieser Zeit in Europa einmaligen Spitzentechnologie. Der spätere Professor der Technischen Hochschule Dresden, Werner Boie, konstruierte hier den weltweit ersten Schottenüberhitzer und ließ die ersten hyperbolischen Kühltürme in Deutschland errichten.
In den letzten Monaten des Zweiten Weltkriegs wurden die Produktionsanlagen durch Bombardierung bis zum Produktionsstillstand zerstört. Nach dem begonnenen Wiederaufbau der Anlagen ging das Werk am 1. August 1946 als Reparation Deutschlands in das Eigentum der UdSSR über. Die Sowjetische Aktiengesellschaft (SAG) für Kraftwerke „Elektrostancii“ übernahm das Kraftwerk. Die SAG der Brennstoffindustrie in Deutschland übernahm den Tagebau, die Brikettfabriken, die Schwelanlagen und das Gaswerk (Kombinat Espenhain). Spätestens ab Februar 1950 firmierten alle Betriebsteile wieder zusammen unter der Organisation der SAG „Brikett“.
1954 übereignete die Sowjetunion alle Betriebsanlagen der inzwischen gegründeten DDR. Der Betrieb hieß nun Volkseigener Betrieb (VEB) Kombinat Espenhain.
1955 wurde das Kraftwerk um eine Leistung von 100 MW auf 670 MW erweitert. Es war mit 8 % Anteil an der Gesamtenergieproduktion Ende der 50er-Jahre das größte Kraftwerk der DDR. Bei der Rohphenolproduktion, einem Ausgangsstoff der Kunststoffproduktion, war Espenhain mit einem Marktanteil von 60 % 1958 de facto Monopolist. 1959 starben bei einem Unglück im Kesselhaus II 13 Menschen und 26 weitere wurden teilweise schwer verletzt. 2000 begann die schrittweise Stilllegung. Das Kraftwerk II lief noch bis 1996. Die Betriebsgebäude wurden gesprengt und abgetragen.
Neben der Treibstoffgewinnung aus Braunkohle kamen Ende der 1960er Jahre auch Anlagen zur Verarbeitung von Erdöl hinzu, die aber Im Zuge der Ölkrise 1975 wieder stillgelegt wurden.
1969 wurde das Kombinat mit dem VEB Kombinat „Otto Grotewohl“ Böhlen und dem VEB Teerverarbeitungswerk Rositz zum VEB Erdölverarbeitungskombinat Otto Grotewohl zusammengelegt, aber zum 1. Januar 1971 infolge einer Grundsatzentscheidung des Ministerrats der DDR über die Trennung der Verarbeitungszweige Erdöl und Kohle die Espenhainer Kohleveredlung wieder abgetrennt und firmierte nun als VEB Braunkohlenkombinat Espenhain (BKK).
Aufgabe des neuen Braunkohlenkombinates (BKK) war die Erzeugung von Primär- und veredelten Energieträgern sowie Produkten der thermischen Kohleveredlung. Am 1. Oktober 1980 wurde der VEB Braunkohlenveredlung Espenhain (BVE) als Betrieb des VEB Gaskombinats Schwarze Pumpe geführt.
In den 1960er Jahren waren die Anlagen im Zusammenhang mit der Wirtschaftsorientierung auf die Erdölchemie vernachlässigt worden; es wurde „auf Verschleiß gefahren“. Als nach der ersten Ölpreiskrise die Kohlechemie wieder an Bedeutung gewann, wurde die Produktion in den verschlissenen Anlagen auf maximale Leistung gesteigert. Dadurch und durch nicht getätigte bzw. versäumte Investitionen im Bereich des Umweltschutzes stiegen die Schadstoffemissionen in Luft und Wasser sehr stark an. Die extreme Luft- und Wasserverschmutzung durch den Betrieb führte in den 1980er Jahren zu Protesten der Bevölkerung. Zum Beispiel startete das Christliche Umweltseminar Rötha die Aktion „Eine Mark für Espenhain“: jeder wurde aufgefordert, zu spenden, um für das Geld Bäume zu pflanzen und damit Espenhain wenigstens symbolisch zu sanieren.
Am 8. Februar 1990 beschloss der Ministerrat der DDR, alle carbochemischen Anlagen bis 1991 stillzulegen. Am 27. August 1990 wurde der letzte Schwelofen in Espenhain heruntergefahren. Die Produktionsanlagen des Werkes sind inzwischen abgerissen. Auf Teilen des Geländes befindet sich ein Gewerbepark.

## Begleitende Einrichtungen

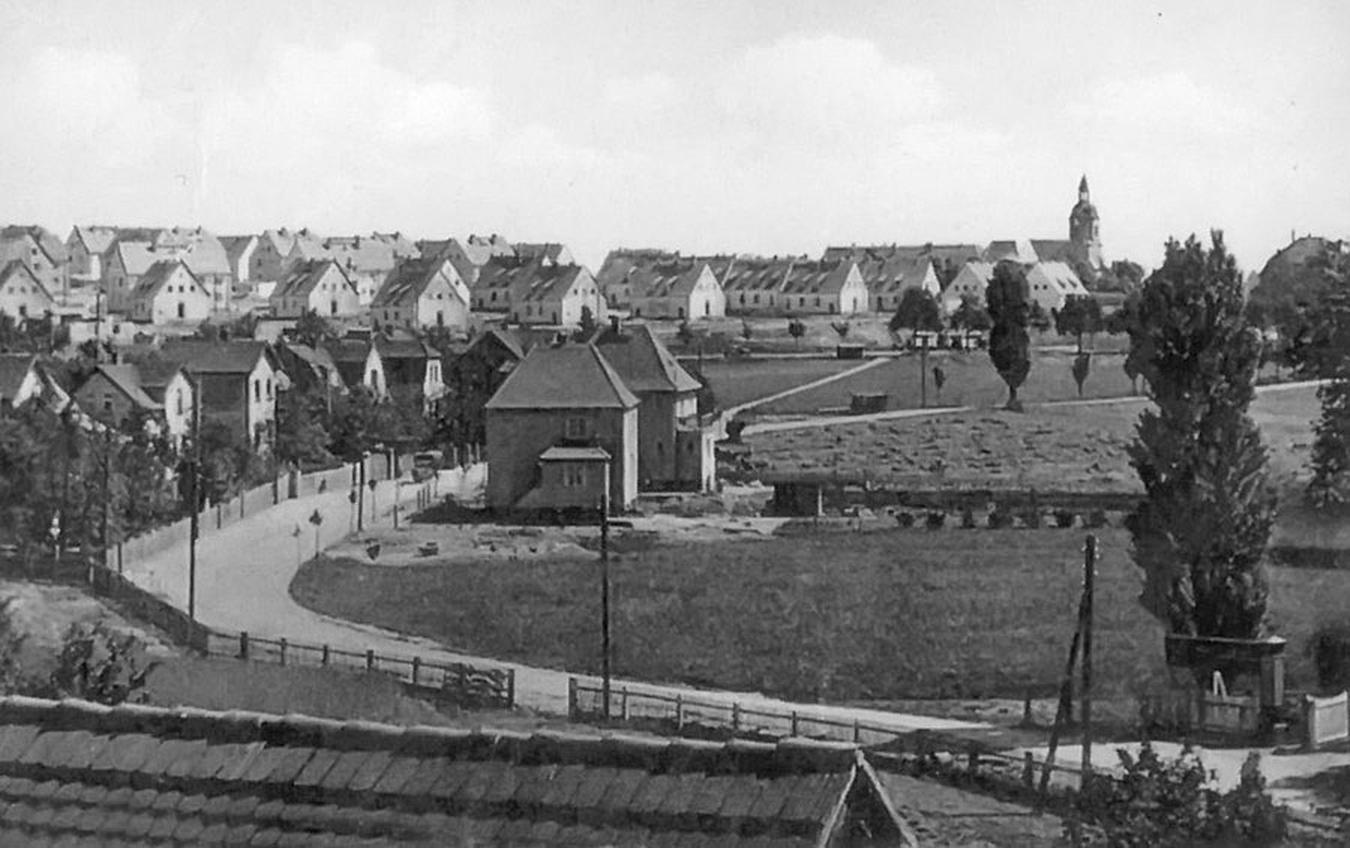
Siedlung Magdeborn, um 1940
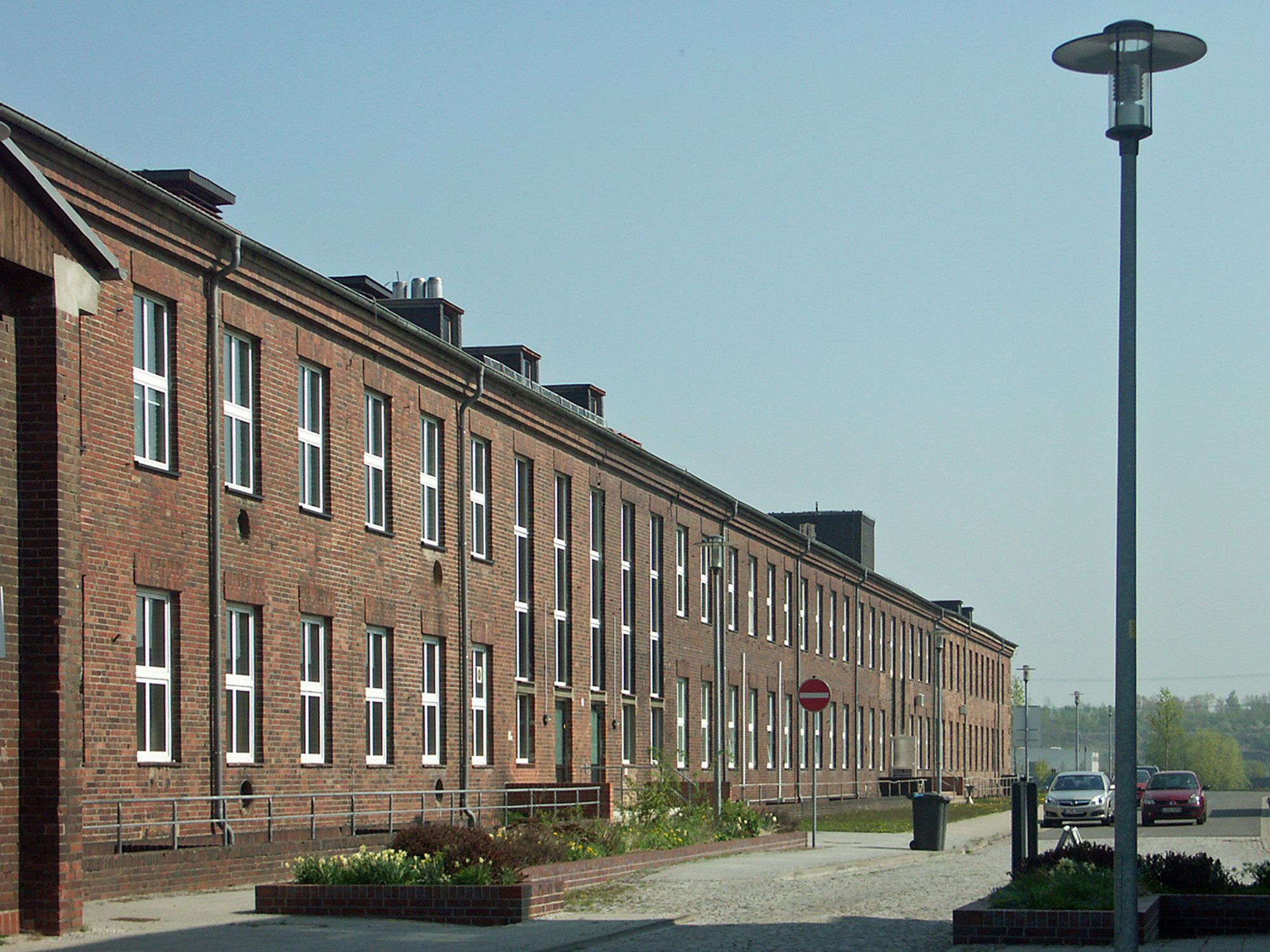
Ehemalige Poliklinik (2016)
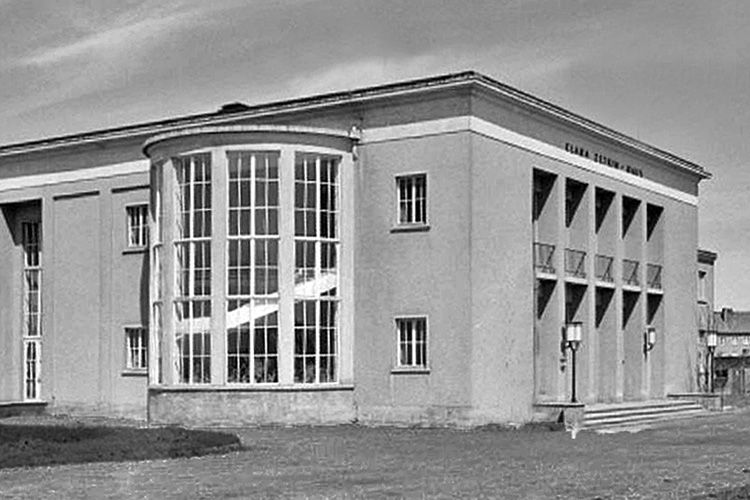
Kulturhaus „Klara Zetkin“ um 1955

Gleichzeitig mit dem Werk wurden in Magdeborn und Kitzscher Neubausiedlungen mit Werkswohnungen errichtet. Bereits zu Betriebsbeginn wurde innerhalb des Werksgeländes eine Einrichtung zur medizinischen Betreuung geschaffen, die während der DDR-Zeit als Poliklinik auch für Nicht-Betriebsangehörige arbeitete. Sie hatte auch eine Abteilung zur stationären Behandlung.
1952 wurde im Dorf Espenhain ein Veranstaltungsgebäude mit großem Saal, das Kulturhaus Klara Zetkin erbaut. Es wurde vom Braunkohlen-Kombinat finanziert und diente unter anderem als kultureller Mittelpunkt für deren Beschäftigte. Nach 1990 kam der Veranstaltungsbetrieb zum Erliegen. Das Gebäude brannte 1995 ab und wurde 1997 abgerissen.

## Historische Betrachtung
In einer Sonderausstellung wurden ab dem 4. März 2020 im Museum Borna 60 ausgewählte Fotos aus dem Alltag und dem Leben im Werk gezeigt. Der Fotobestand umfasst insgesamt etwa 70.000 Bilder aus der Zeit von 1946 bis 1989.